# 日本人街

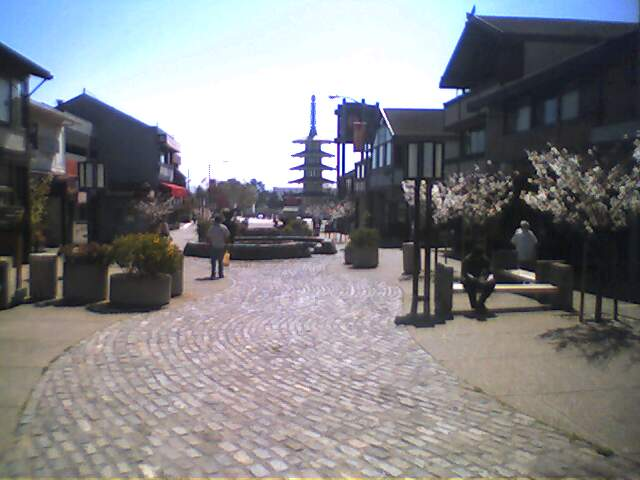
舊金山的日本人街

日本人街（日语：／ Nihonjingai／Nihonjinmachi），又稱日本城（Japantown）、J城（J-town）、小東京，於日本以外有大量日本人聚居的社區。

## 主要的幾處日本人街

### 北美
明治維新後，曾經有一段時期有大量的日本人為追求更好的生活而移民美國。進入1920年代後，美國對日本移民的流入限制增加。加上第二次世界大戰後日本經濟增長，導致日本移民減少。目前在美國有三個正式的日本人街。分別是舊金山的日本人街、聖荷西的日本人街以及洛杉磯的小東京（Little Tokyo）。

### 南美
在巴西的最大城市圣保罗也有日本人街，名稱是自由区，是日本以外最大的日本人集中區之一。

### 亞洲
在中國大陸，上海古北有一個居住區，有許多外籍人士來自日本。它被非正式地稱為“小東京”。古北曾有中國大陸唯一的高島屋。二战期间，南京曾设立日人街，战后被废除。
在香港，港島東區是香港島最大的日本人社區所在地，大多數日本人生活在太古城。日本人也喜歡居住在九龍區的紅磡，該地被稱為「小日本」或「下町」，日本傳統風格的餐館也不少。此外，新界區的大埔也設有香港日本人學校的分校。
在臺灣，臺北的天母及林森北路是現今較多日本人居住的地區。

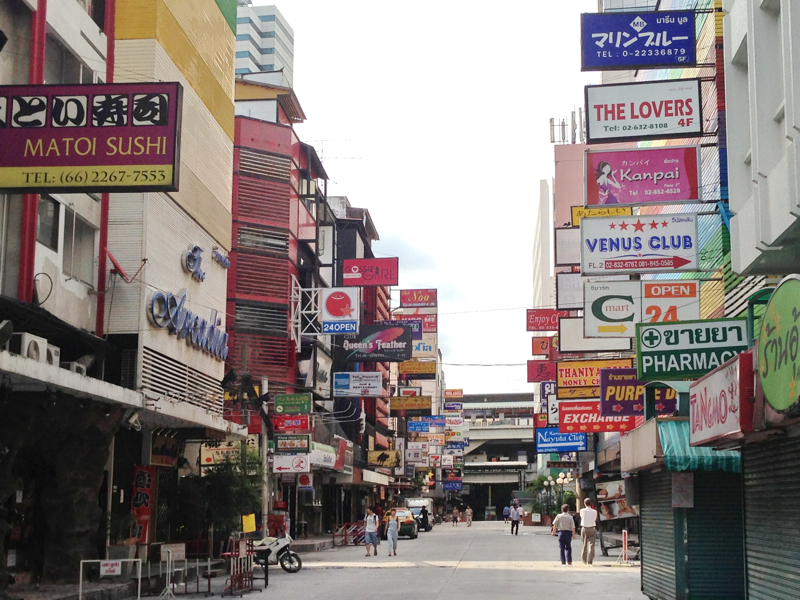
曼谷他火野街

在泰國，曼谷拍蓬街旁邊的他火野街有著琳琅滿目的日式夜總會、日式料理餐廳、居酒屋、卡拉OK及酒吧，亦被暱稱為小東京。

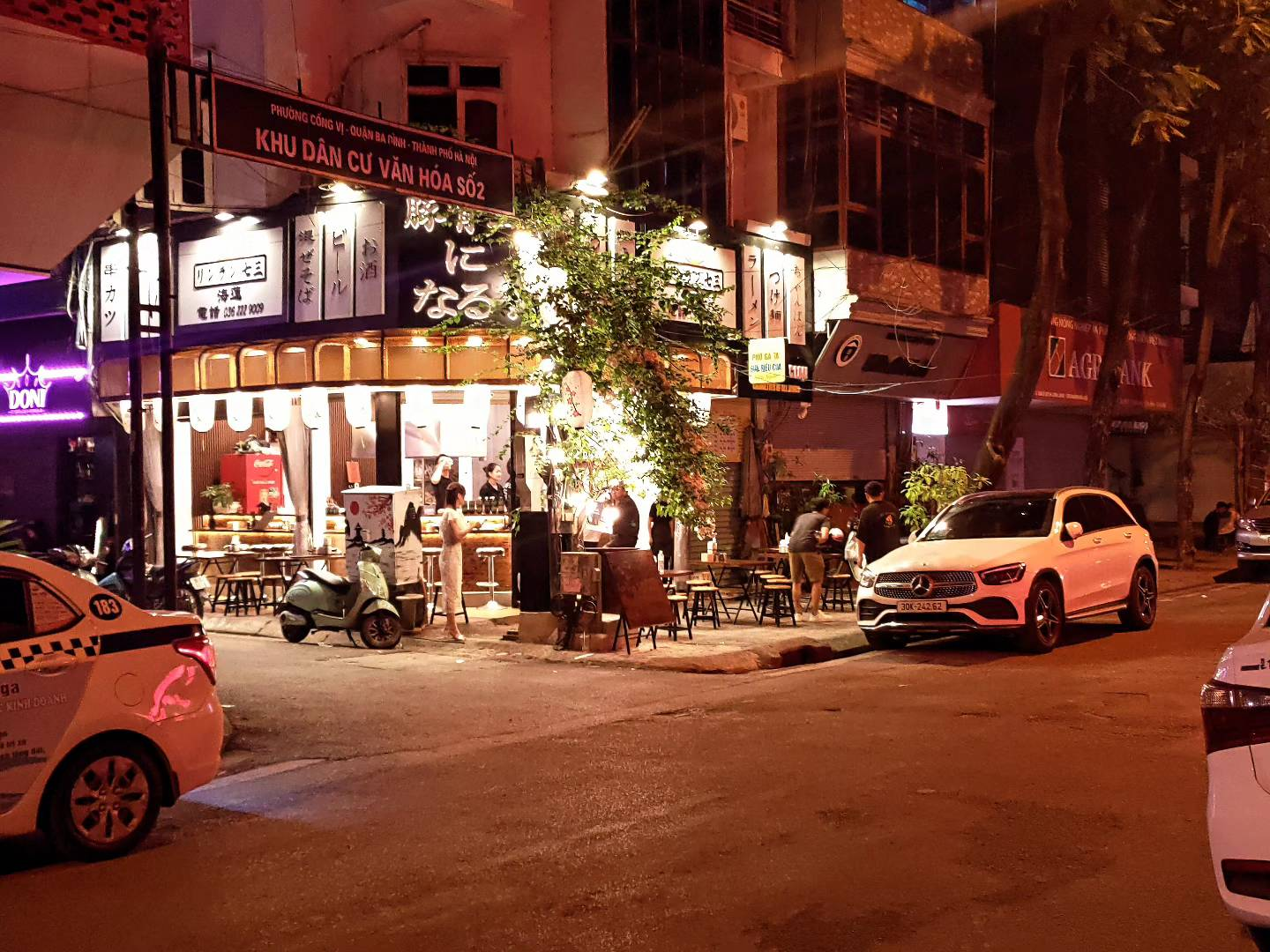
Vietnam Hanoi Japan Street - Linh Lang Hanoi

在越南，北越日本人街位於:河內巴亭郡的Linh Lang Hanoi ( P. Linh Lang, Cống Vị, Ba Đình, Hà Nội, 越南 )許多日式餐廳、居酒屋、燒烤和按摩店集中在此開設營業。

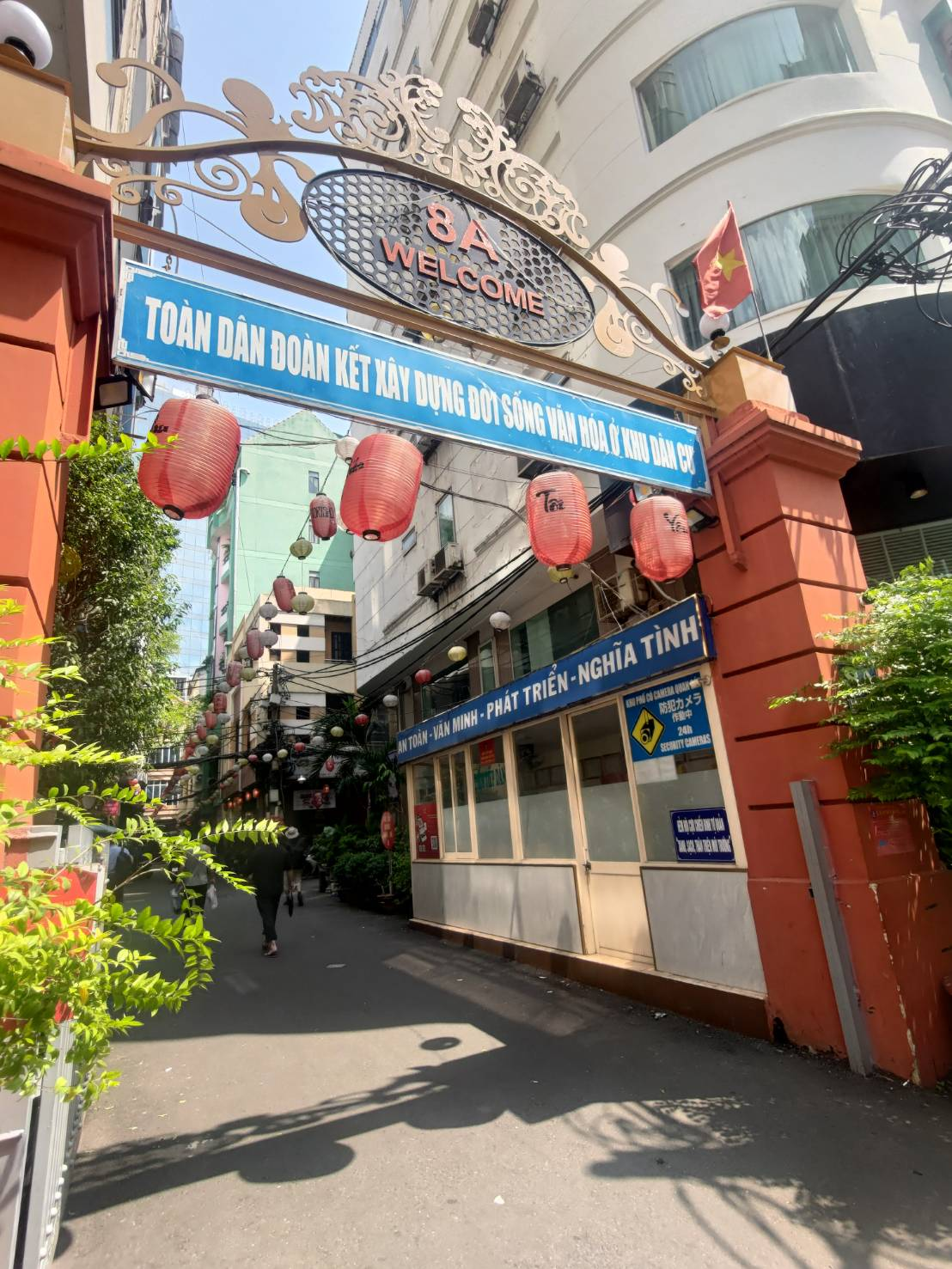
Ho Chi Minh Japan Street, Vietnam

南越胡志明市日本人街位於:第一郡Quận 1西貢日本人街，Le Thanh Ton (8A Thái Văn Lung, Bến Nghé, Quận 1, Thành phố Hồ Chí Minh 700000越南):日式拉麵、居酒屋、燒烤和按摩店、KTV林立以外，近年韓國駐越人數以及商務和觀光客人數提升，亦有韓式料理餐廳進駐。

### 歐洲
杜塞尔多夫是德国主要的日本人聚居区。